# Hans Sigismund Brachwagen
Hans Sigismund Brachwagen, född enligt egen uppgift i Holstein i Tyskland, död i Gårdsby socken 1751, var tysk-svensk kyrkomålare.

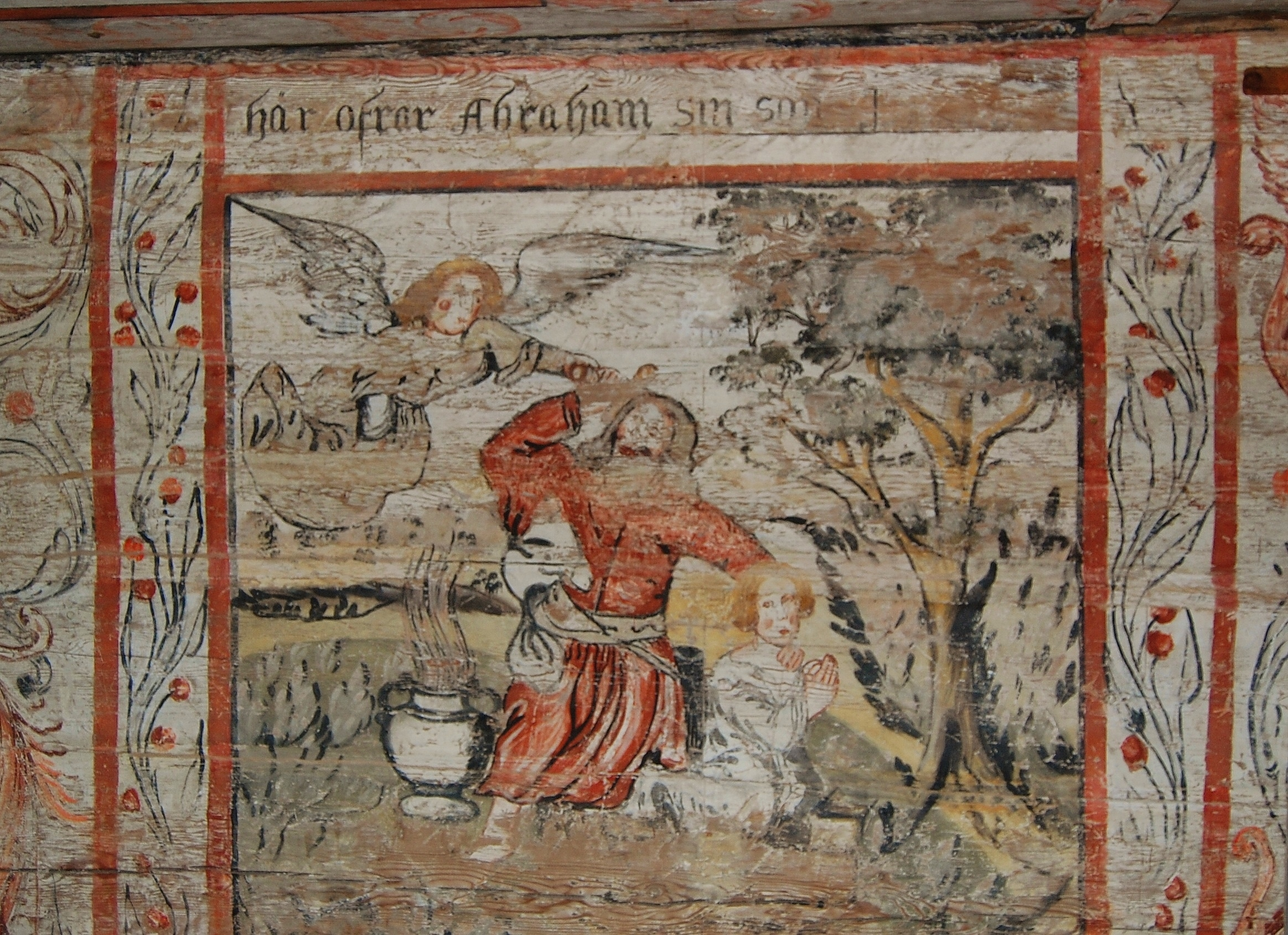
Abrahams offer. Målning i Granhults kyrkas sakristia.

## Biografi
Brachwagen erhöll burskap i Växjö 1703, men hade inte mästarbrev. Kyrkomålaren Johan Christian Zschotzscher har uppgivit att han skulle ha målat 60 kyrkor. Andra har bedömt att detta varit en överdrift. Med säkerhet har han utfört målningar i följande kyrkor:
- Aringsås kyrka år 1706
- Lekaryds kyrka år 1708
- Stenbrohults kyrka år 1710
- Hovmantorps kyrka år 1728
- Skirö kyrka år 1733
- Blädinge kyrka år 1734
- Pjätteryds kyrka år 1738
- Mistelås kyrka år 1742
- Hornaryds kyrka år 1746–1747
- Södra Solberga kyrka år 1746–1747
- Härlunda kyrka år 1748

Enligt enskilda kyrkobeskrivningar kan han även ha gjort arbeten i nedanstående kyrkor:
- Härlövs kyrka år 1705
- Dädesjö nya kyrka
- Uråsa kyrka
- Älghults kyrka
- Frödinge kyrka
- Granhults kyrka
- Järeda kyrka år 1723
- Ormesberga kyrka år 1751